# 上尾市立大石南中学校
上尾市立大石南中学校（あげおしりつ おおいしみなみちゅうがっこう）は、埼玉県上尾市小敷谷にある公立中学校。
上尾市内で最も生徒数の少ない中学校である。

## 沿革
- 昭和52年4月1日 大石南小学校区全域および今泉小学校・西小学校・平方北小学校区の一部をもって開校する。
- 昭和52年11月30日 校舎落成記念式典挙行 校旗（校章）・校歌制定
- 昭和53年3月31日 普通教室8教室増築落成 部室8室・校庭舗装完了
- 昭和53年6月8日 第1回開校記念日 「建設鍬入れの日」をもって記念日とする。
- 昭和53年 7月17日 プール完成。植樹計画第一期完成
- 昭和57年 3月30日 第二号棟（12教室）完成
- 昭和58年 3月30日 校庭拡張工事完成 3,700平方メートル
- 昭和61年11月 7日 創立十周年記念式典挙行（門扉・記念樹・植樹・南通路舗装工事完成）
- 平成2年 2月7日 和室完成
- 平成2年 3月14日 武道場完成および周辺植樹
- 平成3年 3月20日 校庭全面整地完了
- 平成4年 2月29日 コンピューター室完成
- 平成4年12月 4日 給食調理室完成
- 平成5年 1月18日 学校給食開始
- 平成6年11月30日 防球ネット完成
- 平成7年11月 2日 研究委嘱（教育機器）本発表
- 平成9年 8月18日 体育館床張り替え工事完了
- 平成9年 9月17日 プール改修工事完了
- 平成9年11月 9日 創立二十周年記念式典挙行（体育館緞帳・椅子・桜苗木・大型プランター・掲示板）
- 平成9年11月27日 研究委嘱（進路指導）本発表
- 平成10年 1月 7日 さわやか相談室完成
- 平成11年 4月   埼玉県社会福祉協議会協力校委嘱（3年間）
- 平成11年10月   校庭南側防球ネット完成
- 平成12年 4月   市教育委員会研究委嘱（教育課程「心ゆたかなボランティア活動」）（2年間））
- 平成12年 9月   家庭科教室改修工事完了
- 平成13年 2月   市教育委員会研究委嘱（教育課程）中間発表
- 平成13年 9月   校舎屋上防水工事完了
- 平成13年11月   市教育委員会研究委嘱（教育課程）本発表
- 平成14年 9月 体育館外壁改修工事
- 平成15年11月 北校舎4階男子トイレタイル改修工事
- 平成16年 8月 保健室、校長室床改修工事
- 平成17年 6月 防犯カメラ設置
- 平成18年 8月 自動火災報知設備新規導入
- 平成18年 9月 防犯カメラ2機増設
- 平成18年11月 創立30周年記念式典挙行
- 平成19年 3月 バリアフリー工事(体育館・武道場・通路・南校舎2F)
- 平成19年10月 グランドへの通路バリアフリー工事
- 平成20年 1月 市教育委員会研究委嘱(学習指導)
- 平成22年7月21日 北校舎耐震補強工事、トイレ改修工事
- 平成22年11月30日 上尾市教育委員会委嘱学習指導研究発表
- 平成23年7月21日 南校舎耐震補強工事、トイレ改修工事
- 平成23年11月25日 第36回南部教育事務所管内（北部地区）中学校体育寿帖研究会研究発表
- 平成24年4月20日 普通教室エアコン設置工事開始
- 平成24年11月12日 南校舎1F特別支援学級開設工事開始
- 平成25年4月1日 特別支援学級開設（2学級）
- 平成25年10月31日 上尾市教育委員会委嘱道徳教育研究発表
- 平成27年4月23日 子ども読書活動優秀校として文部科学大臣表彰
- 令和3年　体育館にエアコンが設置